# Biblioteca Economica Newton - Sezione Ragazzi
Elenco delle uscite della serie Biblioteca Economica Newton - Sezione Ragazzi della casa editrice Newton Compton, uscite tra il 1994 e il 1995.

## Elenco uscite
| Numero | Autore                 | Titolo                                                                                   |
| ------ | ---------------------- | ---------------------------------------------------------------------------------------- |
| 1      | Robert Louis Stevenson | L'isola del tesoro                                                                       |
| 2      | Rudyard Kipling        | I libri della Jungla                                                                     |
| 3      | James Fenimore Cooper  | L'ultimo dei Mohicani                                                                    |
| 4      | Arthur Conan Doyle     | Le avventure di Sherlock Holmes                                                          |
| 5      | Alexandre Dumas        | Robin Hood                                                                               |
| 6      | Jack London            | Zanna Bianca                                                                             |
| 7      | Jules Verne            | Viaggio al centro della Terra                                                            |
| 8      | Edgar Rice Burroughs   | Tarzan delle Scimmie                                                                     |
| 9      | Edmondo De Amicis      | Cuore                                                                                    |
| 10     | Emilio Salgari         | Le tigri di Mompracem                                                                    |
| 11     | Emilio Salgari         | I misteri della jungla nera                                                              |
| 12     | Emilio Salgari         | I pirati della Malesia                                                                   |
| 13     | Emilio Salgari         | Le due tigri                                                                             |
| 14     | Emilio Salgari         | Il Re del Mare                                                                           |
| 15     | Emilio Salgari         | Alla conquista di un impero                                                              |
| 16     | Emilio Salgari         | Sandokan alla riscossa                                                                   |
| 17     | Louisa May Alcott      | Piccole donne                                                                            |
| 18     | Louisa May Alcott      | Piccole donne crescono                                                                   |
| 19     | Mark Twain             | Le avventure di Tom Sawyer                                                               |
| 20     | Ferenc Molnár          | I ragazzi della via Pal                                                                  |
| 21     | Louis Pergaud          | La guerra dei bottoni                                                                    |
| 22     | Robert Louis Stevenson | La freccia nera                                                                          |
| 23     | Rudyard Kipling        | Capitani coraggiosi                                                                      |
| 24     | Arthur Conan Doyle     | Il ritorno di Sherlock Holmes                                                            |
| 25     | Edgar Rice Burroughs   | Il ritorno di Tarzan                                                                     |
| 26     | Emilio Salgari         | Il sotterraneo della morte                                                               |
| 27     | Emilio Salgari         | La riconquista di Mompracem                                                              |
| 28     | Emilio Salgari         | Il bramino dell'Assam                                                                    |
| 29     | Emilio Salgari         | La caduta di un impero                                                                   |
| 30     | Emilio Salgari         | La rivincita di Yanez                                                                    |
| 31     | H. Rider Haggard       | Le miniere di re Salomone                                                                |
| 32     | Jules Verne            | Ventimila leghe sotto i mari                                                             |
| 33     | Carlo Collodi          | Le avventure di Pinocchio                                                                |
| 34     | Autori Vari            | Sindibad il marinaio / Aladino e la lampada meravigliosa / Alì Babà e i quaranta ladroni |
| 35     | Lewis Carroll          | Alice nel paese delle meraviglie / Attraverso lo specchio magico                         |
| 36     | Jonathan Swift         | I viaggi di Gulliver                                                                     |
| 37     | Emilio Salgari         | Il corsaro nero                                                                          |
| 38     | Emilio Salgari         | La regina dei Caraibi                                                                    |
| 39     | Emilio Salgari         | Jolanda, la figlia del Corsaro Nero                                                      |
| 40     | Emilio Salgari         | Il figlio del Corsaro Rosso                                                              |
| 41     | Emilio Salgari         | Gli ultimi filibustieri                                                                  |